# Young Africans SC
Young Africans SC – tanzański klub piłkarski z siedzibą w mieście Dar es Salaam. Drużyna swoje mecze rozgrywa na stadionie Benjamin Mkapa National Stadium.

## Sukcesy
- Mistrzostwo Tanzanii: 30 razy

1968, 1969, 1970, 1971, 1972, 1974, 1981, 1983, 1985, 1987, 1989, 1991, 1992, 1993, 1996, 1997, 1998, 2002, 2005, 2006, 2007/08, 2008/09, 2010/11, 2012/13, 2014/15, 2015/16, 2016/17, 2021/22, 2022/23, 2024/25
- Puchar Tanzanii: 4 razy

1975, 1994, 1999, 2000

## Występy w rozgrywkachCAF
- Afrykańska Liga Mistrzów: 8 występów

1997 - runda eliminacyjna
1998 - faza grupowa
2001 - druga runda
2006 - runda eliminacyjna
2007 - druga runda
2009 - pierwsza runda
2010 - runda eliminacyjna
2012 - runda eliminacyjna
- Afrykański Puchar Mistrzów: 11 występów

1969 - ćwierćfinał
1970 - ćwierćfinał
1971 - wycofał się w drugiej rundzie
1972 - pierwsza runda
1973 - pierwsza runda
1975 - druga runda
1982 - druga runda
1984 - pierwsza runda
1988 - pierwsza runda
1992 - pierwsza runda
1996 - runda eliminacyjna
- Afrykański Puchar Konfederacji: 3 występy

2007 - runda eliminacyjna
2008 - druga runda
2011 - runda eliminacyjna
- Afrykański Puchar Zdobywców Pucharów: 2 występy

1995 - ćwierćfinał
2000 - pierwsza runda